# Macroleptura quadrizona
Macroleptura quadrizona là một loài bọ cánh cứng trong họ Cerambycidae.